# Anatoli Koteshev
Anatoli Alexéyevich Koteshev –en ruso, Анатолий Алексеевич Котешев– (Novosibirsk, URSS, 16 de julio de 1944) es un deportista soviético que compitió en esgrima, especialista en la modalidad de florete.
Participó en los Juegos Olímpicos de Múnich 1972, obteniendo una medalla de plata en la prueba por equipos. Ganó tres medallas en el Campeonato Mundial de Esgrima entre los años 1970 y 1973.

## Palmarés internacional
| Juegos Olímpicos   | Juegos Olímpicos    | Juegos Olímpicos  | Juegos Olímpicos    |
| Año                | Lugar               | Medalla           | Prueba              |
| ------------------ | ------------------- | ----------------- | ------------------- |
| 1972               | Múnich (RFA)        | Medalla de plata  | Florete por equipos |
| Campeonato Mundial |                     |                   |                     |
| Año                | Lugar               | Medalla           | Prueba              |
| 1970               | Ankara (Turquía)    | Medalla de oro    | Florete por equipos |
| 1971               | Viena (Austria)     | Medalla de bronce | Florete por equipos |
| 1973               | Gotemburgo (Suecia) | Medalla de oro    | Florete por equipos |